# Cycnoches schmidtianum
Cycnoches schmidtianum är en orkidéart som beskrevs av Eric Alston Christenson och George Francis, Jr. Carr. Cycnoches schmidtianum ingår i släktet Cycnoches, och familjen orkidéer.
Artens utbredningsområde är Peru. Inga underarter finns listade i Catalogue of Life.